# Felix Platter (Mediziner, 1536)

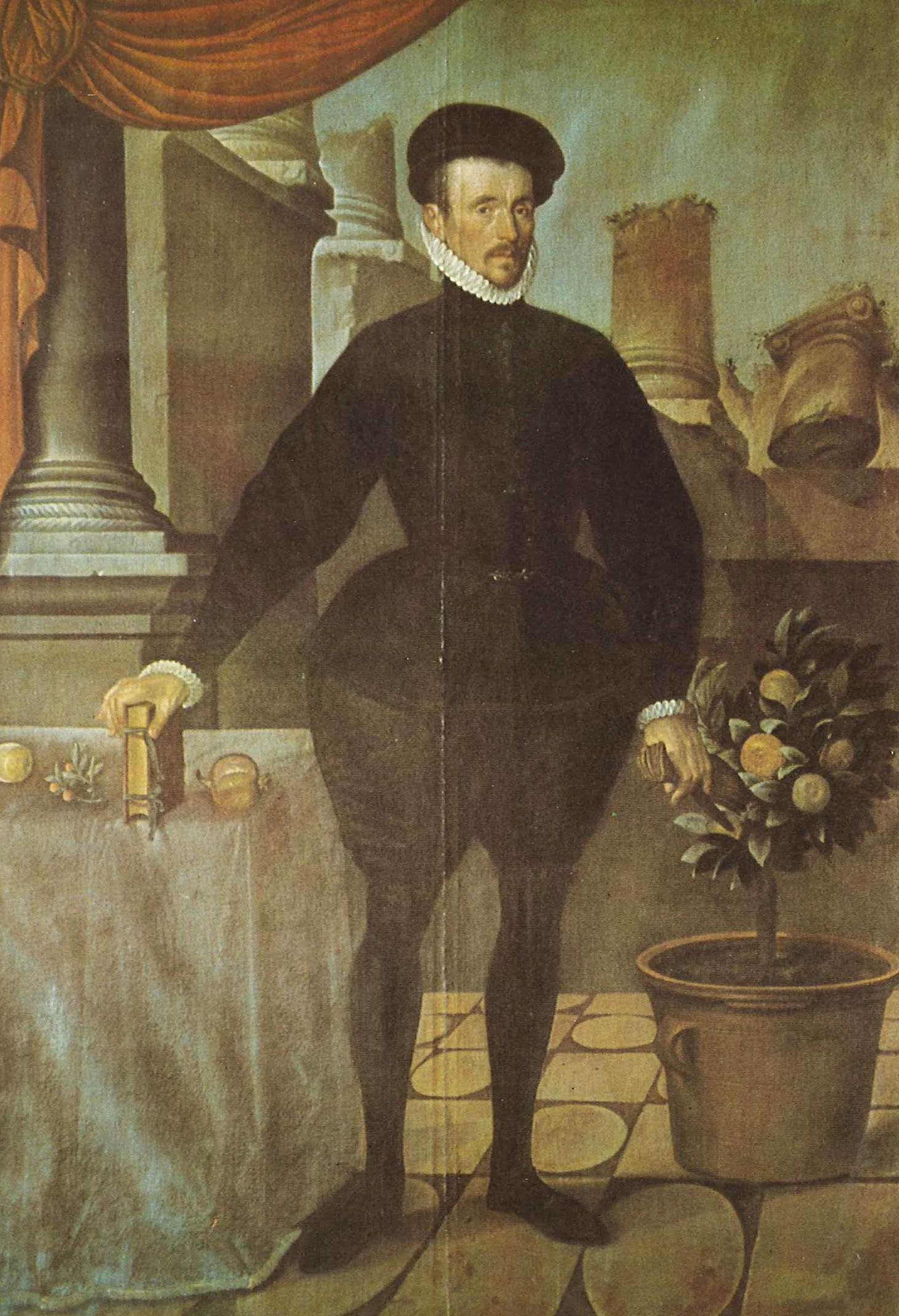
Hans Bock: Felix Platter mit exotischen Pflanzen und antiken Ruinen (1584)

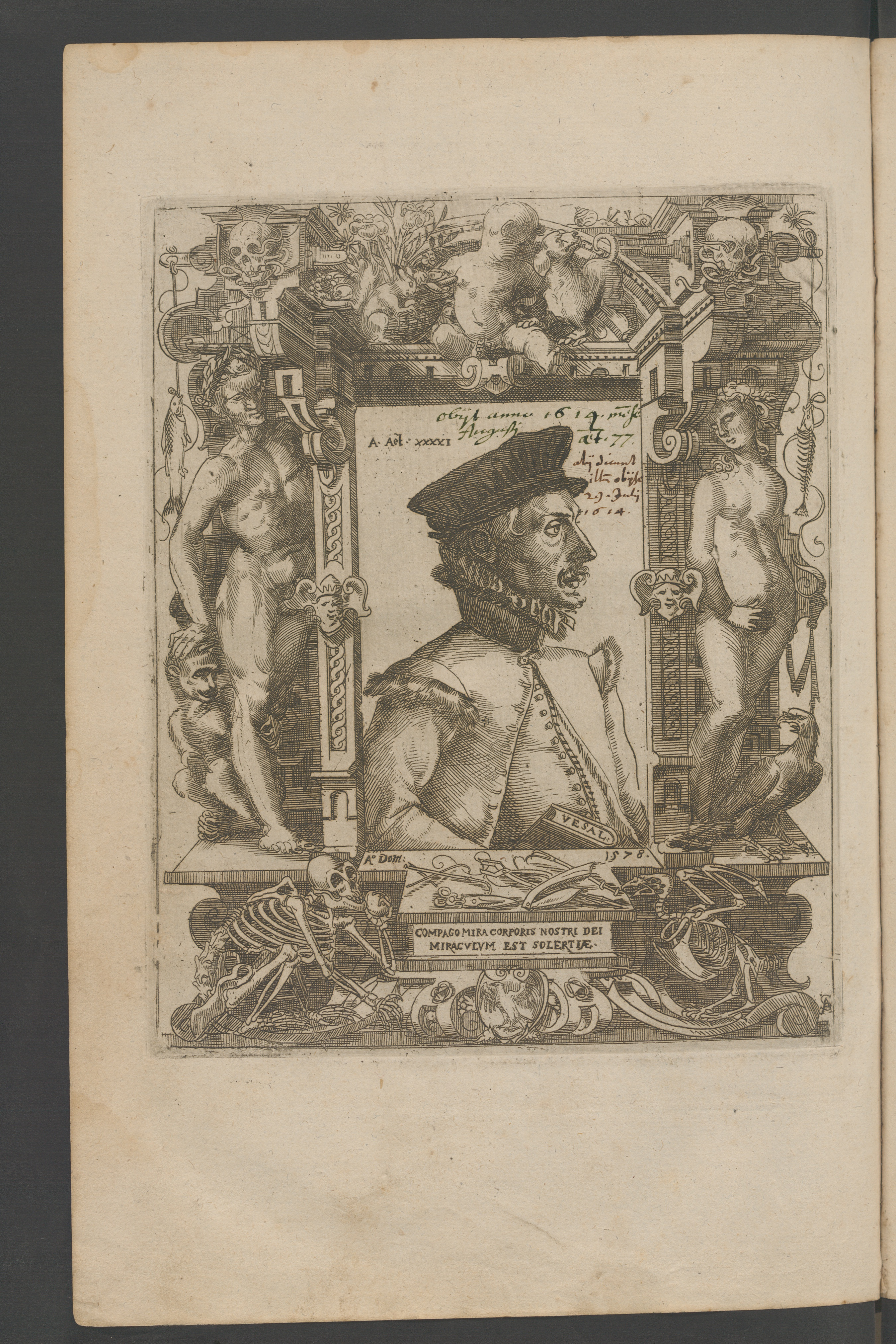
Porträt von Felix Platter im Profil, 1578 (Radierung)

Felix Platter (der Ältere) oder Felix Plater (* 28. Oktober 1536 in Basel; † 28. Juli 1614 ebenda) war ein Schweizer Mediziner. Er wirkte unter anderem als Stadtarzt, Anatom und Medizinschriftsteller. Latinisiert wurde er (Felix) Platerus genannt. Sein gleichnamiger Neffe Felix Platter war ebenfalls Arzt.

## Biografie und Rezeption
Felix Platters Eltern waren der Humanist Thomas Platter der Ältere, Buchdrucker und Lehrer in Basel, und Anna Dietschi. Felix Platter hatte drei Schwestern, die älter waren als er, und aus der zweiten Ehe seines Vaters sechs Halbgeschwister (darunter Thomas Platter der Jüngere). Er wuchs im protestantischen Glauben Zwingli’scher Prägung auf. Schon in der Schulzeit galt sein besonderes Interesse der Naturwissenschaft, zudem lernte er die Laute schlagen. 1557 heiratete er Margarete, die Tochter des Ratsherrn und zünftischen Wundarztes Franz Jeckelmann, der in ihm auch das Interesse an der Anatomie erweckte; die Ehe blieb kinderlos.
Platter immatrikulierte sich 1551 in Basel, von 1552 bis 1556 studierte er Medizin in Montpellier, wo Antoine de Saporta, Honoré de Castellan und Guillaume Rondelet seine wichtigsten Lehrer waren.  Nachdem er Frankreich durchwandert hatte, kehrte er nach Basel zurück, wurde dort 1557 zum Doktor der Medizin promoviert, heiratete und wirkte fortan als Arzt. 1571 wurde er zum Stadtarzt und Professor für „praktische Medizin“ an der Universität Basel ernannt, sechsmal amtete er als deren Rektor und Dekan. Platter liebte die Geselligkeit und gutes Essen, verfasste Gedichte, spielte Laute, Harfe und Spinett und tanzte gern. Er war berühmt als Kunst-, Musikinstrumenten-, Präparate- und Gesteinssammler und war mit Basilius Amerbach befreundet. Montaigne liess es sich auf seiner Reise nach Italien 1580 nicht entgehen, sein Herbarium zu besichtigen. Platters Sammlung bestand im Familienbesitz bis weit in das 18. Jahrhundert. Zu Lebzeiten seiner Nachfahrin Helena Platter (1683–1761) begann die Auflösung des Bestandes durch sukzessive Verkäufe.
Platter war ein Pionier der pathologischen Anatomie, der bereits ab 1559 in Basel öffentliche Sektionen durchführte, und einer der Begründer der Gerichtsmedizin. Zu seinen gerichtsärztlichen Aufgaben gehörte unter anderem die Überwachung der Berufstätigkeit von Wundärzten, Apothekern und Hebammen sowie das Seuchenwesen. Unter dem Einfluss der Optik fand er 1583 heraus, dass die Linse des Auges zur Fokussierung des Bildes auf dem Augenhintergrund dient, wo die Netzhaut es aufnimmt, und belegte seine Theorie mit deutlichen pathologischen Fällen. In seinem dreibändigen Lehrbuch Praxeos medicae tractatus (1602–1608) gab Platter mit Schwerpunkten auf spezieller Pathologie und Therapie einen Gesamtüberblick der klinischen Medizin. Im Pestbericht über die Basler Pestepidemie von 1610 und 1611 zeigt er sich als wegweisender Epidemiologe. Die Observationes von 1614 bieten eine Sammlung von Krankengeschichten.
Daneben stellte er in Basel eine Systematik der Geistesstörungen vor, die auf genauen klinisch-psychopathologischen Beobachtungen basierte. Darin beschrieb er Zwangs- und Wahnsymptome, Hypochondrie, Melancholie, Delir, Trunksucht, Eifersucht und Symptome der „Verblödung“. Dabei wurden Einzelsymptome dargestellt, die dann zu Syndromen zusammengefasst wurden.
In seinem kulturhistorisch bedeutenden Tagebuch, das erst 1840 publiziert wurde, berichtet er über seine Jugendzeit, sein Leben als Student in Frankreich und die erste Zeit in Basel bis 1561. Diese autobiographische Schrift bildet die Grundlage für drei psychobiographische Studien zu Felix Platter, die insbesondere die problematische Vater-Sohn-Beziehung in den Mittelpunkt gestellt haben.
In Basel wurde ein Spital nach Felix Platter benannt: das Felix Platter-Spital. Es befindet sich nahe der französischen Grenze.

## Schriften (Auswahl)
- De corporis humani structura et usu. 3 Teile. Ambrosius Froben, Basel 1583, doi:10.3931/e-rara-7480.
- Praxeos seu de cognoscendis, praedicendis, praecavendis, curandisque homini incommodantibus tractatus. 3 Bde. Konrad Waldkirch, Basel 1602–1608 (Bd. 1: De functionum laesionibus, doi:10.3931/e-rara-66130; Bd. 2: De doloribus, doi:10.3931/e-rara-83717; Bd. 3: De vitiis, doi:10.3931/e-rara-65737). Neuausgabe ebenda 1625.
- Observationum in hominis affectibus plerisque corpori et animo functionum laesione, dolore aliave molestia et vitio incommodantibus libri tres. Ludwig König, Basel 1614; deutsch: Observationes. Krankheitsbeobachtungen in drei Büchern. 1. Buch: Funktionelle Störungen des Sinnes und der Bewegung. Übersetzt von Günther Goldschmidt, bearbeitet und hrsg. von Heinrich Buess. Huber, Bern/Stuttgart 1963.
- Tagebuch (Lebensbeschreibung) 1536–1567. Hrsg. v. Valentin Lötscher (= Basler Chroniken. Bd. 10). Schwabe, Basel / Stuttgart 1976.
- Beschreibung der Stadt Basel 1610 und Pestbericht 1610/11. Hrsg. von Valentin Lötscher (= Basler Chroniken. Bd. 11). Schwabe, Basel / Stuttgart 1987, ISBN 3-7965-0860-X.